# Lobocleta nelata
Lobocleta nelata är en fjärilsart som beskrevs av Achille Guenée 1858. Lobocleta nelata ingår i släktet Lobocleta och familjen mätare. Inga underarter finns listade i Catalogue of Life.